# 삼성 갤럭시 A3 (2017)
삼성 갤럭시 A3 (2017) (Samsung GALAXY A3 2017)은 2017년 1월에 공개된 삼성전자의 스마트폰이다. 모델명은 SM-A320F이다. 갤럭시 A 2017 시리즈 중 유일하게 지문인식 센서가 전면 홈에 탑재되었다.

## 디자인
| 갤럭시 A3 (2017) |               |
| 색상             | 이름          |
|                  | 블랙 스카이   |
|                  | 골드 샌드     |
|                  | 블루 미스트   |
|                  | 피치 클라우드 |

## 관련 기종
- 삼성 갤럭시 A5
- 삼성 갤럭시 A5 (2017)
- 삼성 갤럭시 A7 (2017)